# Ograničeno biračko pravo
Ograničeno biračko pravo privilegija je samo određenih kategorija građana. Odnosno, ovdje se na osnovi različitih kriterija isključuju čitave grupe građana. Ovi kriteriji predstavljaju posebne uvjete koje pojedinci, pored već navedenih, općih uvjeta, moraju ispuniti kako bi stekli biračko pravo. Oni su takvi da ih ne mogu ispuniti svi građani. Ovi uvjeti nose naziv "cenzus". Tijekom povijesti, postojali su različiti cenzusi. 
Najčešći cenzusi:
imovinski cenzus
stjecanje biračkog prava uvjetovano je određenim imovinskim stanjem građana izraženim u posjedovanju imovine ili plaćanju određenog poreza;
domicilni (rezidencijalni) cenzus
stjecanje biračkog prava vezano je za stalnu nastanjenost u određenoj državi, odnosno izbornoj jedinici u određenom periodu vremena;
obrazovni cenzus
potrebno je da birač bude pismen ili da ima određeni stupanj obrazovanja;
porezni cenzus
stjecanje biračkog prava uvjetuje se plaćanjem određene sume poreza);
starosni cenzus
za stjecanje biračkog prava određena je neuobičajeno visoka starosna granica birača, granica koja je iznad godina kada se stječe punoljetnost
cenzus spola
biračko pravo imaju samo muškarci, dok su ga žene lišene